# Angicos (tiểu vùng)
Angicos là một tiểu vùng thuộc bang Rio Grande do Norte, Brasil. Tiều vùng này có diện tích 4080 km², dân số năm 2007 là 50914 người.